# 锡亚姆
锡亚姆（法語：Syam，法語發音：[sjam]）是法国汝拉省的一个市镇，位于该省东部，属于隆斯勒索涅区。

## 地理
锡亚姆（46°42'0"N, 5°56'57"E）面积6.9 平方千米，位于法国勃艮第-弗朗什-孔泰大區汝拉省，该省份为法国东部内陆省份，北起上索恩省，西北接科多尔省，西临索恩-卢瓦尔省，南至安省，东与杜省和瑞士接壤。
与锡亚姆接壤的市镇（或旧市镇、城区）包括：锡罗堡、绍德克罗特奈、尚帕尼奧勒、锡兹、克朗、莱普朗什昂蒙塔涅、锡罗、勒沃迪乌。
锡亚姆的时区为UTC+01:00、UTC+02:00（夏令时）。

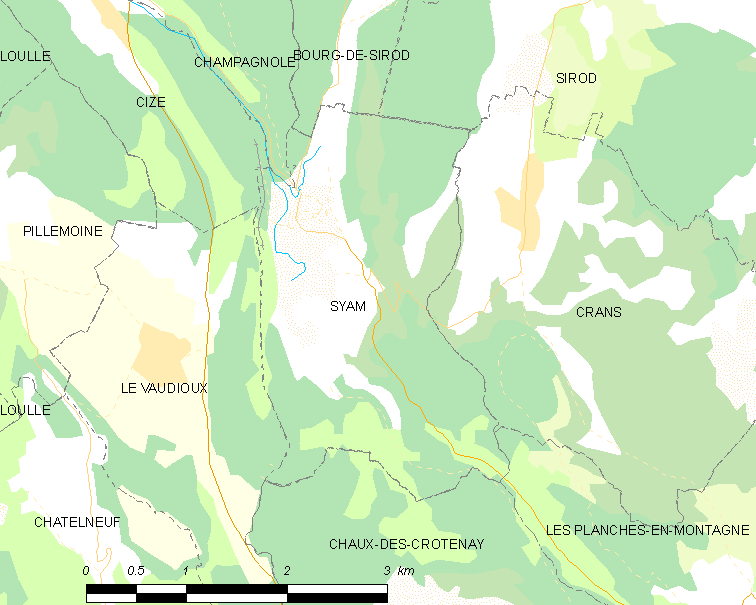
锡亚姆的OSM定位图

## 行政
锡亚姆的邮政编码为39300，INSEE市镇编码为39523。

## 政治
锡亚姆所属的省级选区为尚帕尼奥勒县。

## 交通
汝拉省省道D127线和D279线在锡亚姆交汇。

## 人口

1962-2008年间锡亚姆人口变化图示

锡亚姆于2022年1月1日时的人口数量为184人。